# 卡尔霍恩县法院 (佐治亚州)
卡尔霍恩县法院位于美国佐治亚州摩根，坐落于该镇的公共广场上。该建筑建于1930年，是小T·
弗思·洛克伍德设计的殖民复兴风格建筑。